# 東海大学総合科学技術研究所
東海大学総合科学技術研究所（とうかいだいがくそうごうかがくぎじゅつけんきゅうじ）は、東海大学の附置研究所の一つで、1948年（昭和23年）に設立。

## 概要
科学技術の総合的・学際的な研究開発を行うと共に、国内外の大学・産業界・国立・公立の研究機関などとの研究技術交流を進めることにより、学術を進展させると同時に研究・開発の成果を社会に還元していくことを目的としている。

## 研究テーマ
- 地震予知に関連した観測手法の開発研究（地震観測）
- 能動電離圏実験による非線形現象の研究
- 光学計測・高速度画像計測の基礎・応用研究と新規手法の開発研究
- 光生命科学の基礎研究および社会のニーズに視点を置く展開研究
- 光エネルギー計測のためのUV基準の研究、太陽紫外線放射の計測と評価
- 大型風力発電クリーンシステムの最適化に関する研究
- 社会的ニーズに基づく画像情報処理・画像解析に関するソフト・ハードの開発研究
- 地球環境の解明をめざす各種人工衛星観測およびその応用研究
- 情報サービスの品質向上とネットワーク高度化、ならびに遠隔教育への適応に関する研究
- 計算機シミュレーションによるヘモグロビンの構造と機能の研究
- 自動車用エンジンおよび走行性能、レーシングカーの研究

## 沿革
- 1948年
  - 前身である産業科学研究所を開設。
- 1978年
  - 開発技術研究所を開設。
- 1997年
  - 現在の総合科学技術研究所を開設。